# Pavetta membranacea
Pavetta membranacea är en måreväxtart som beskrevs av Francisco Manuel Blanco. Pavetta membranacea ingår i släktet Pavetta och familjen måreväxter. Inga underarter finns listade i Catalogue of Life.